# بدنس
بدنس (به فرانسوی: Badens) یک کمون (فرانسه) در فرانسه است که در canton of Capendu واقع شده‌است. بدنس ۹٫۶۰ کیلومتر مربع مساحت دارد ۸۰ متر بالاتر از سطح دریا واقع شده‌است.